# La ballata dei mariti
La ballata dei mariti è un film comico del 1963, diretto da Fabrizio Taglioni.

## Trama
Due uomini si fingono spie per passare l'estate liberi e spensierati lontano dalle rispettive mogli; si ritroveranno coinvolti in un'avventura.